# Solmissus
Genre
Solmissus est un genre de narcoméduses (hydrozoaires) de la famille des Cuninidae.

## Liste d'espèces
Selon World Register of Marine Species (31 mars 2016), Solmissus comprend les espèces suivantes :
- Solmissus albescens Gegenbaur, 1856
- Solmissus atlantica Zamponi, 1983
- Solmissus bleekii Haeckel, 1879
- Solmissus faberi Haeckel, 1879
- Solmissus incisa Fewkes, 1886
- Solmissus marshalli Agassiz & Mayer, 1902